# Renier Vázquez Igarza
Renier Vázquez Igarza (8 de enero de 1979) es un Gran Maestro Internacional de ajedrez cubano que representa actualmente a España.

## Palmarés y participaciones destacadas
Fue ganador del campeonato de Cuba juvenil en 1997, celebrado en Matanzas.
En 2002 se traslada a España y es entonces cuando tiene la mayor progresión consiguiendo el título de Gran Maestro en 2007. En la lista de abril de 2008 de la FIDE tenía un ELO de 2530, ocupando el noveno puesto entre los españoles.
Renier ha obtenidos resultados notables en el entorno de Madrid y a lo largo de España. En 2005 venció el memorial Narciso Yepes de Lorca (Murcia). Fue Campeón de Madrid absoluto en 2003, 2004, 2006, 2007 y 2008. En 2007 fue segundo en el Campeonato de Ajedrez Rápido de Madrid. Venció el Torneo de Maestros de la Federación Madrileña consiguiendo la norma de Gran Maestro Internacional definitiva. Venció el I Memorial José Raúl Capablanca de Madrid con 7/11. 
Campeón de España de ajedrez rápido en 2017.
Renier tiene un estilo de juego agresivo. Sus aperturas preferidas son la Defensa siciliana y la Apertura española.